# Read-copy-update
Read-copy-update (RCU) je v informatice jedno ze synchronizačních primitiv používaných pro vzájemné vyloučení a může být někdy využito jako alternativa k zámkům čtenářů–zapisovatelů. RCU zajišťuje velmi nízkou režii a neblokující čtení, avšak může být náročné na prostor, protože musí pro již existující čtenáře zachovat původní kopii dat (pouze do chvíle, než poslední čtení původních dat skončí).